# Fuchsmühl
Fuchsmühl é um município da Alemanha, situado no distrito de Tirschenreuth, no estado da Baviera. Tem 14,84 km² de área, e sua população em 2019 foi estimada em 1.527 habitantes.